# Кырге, Хельга

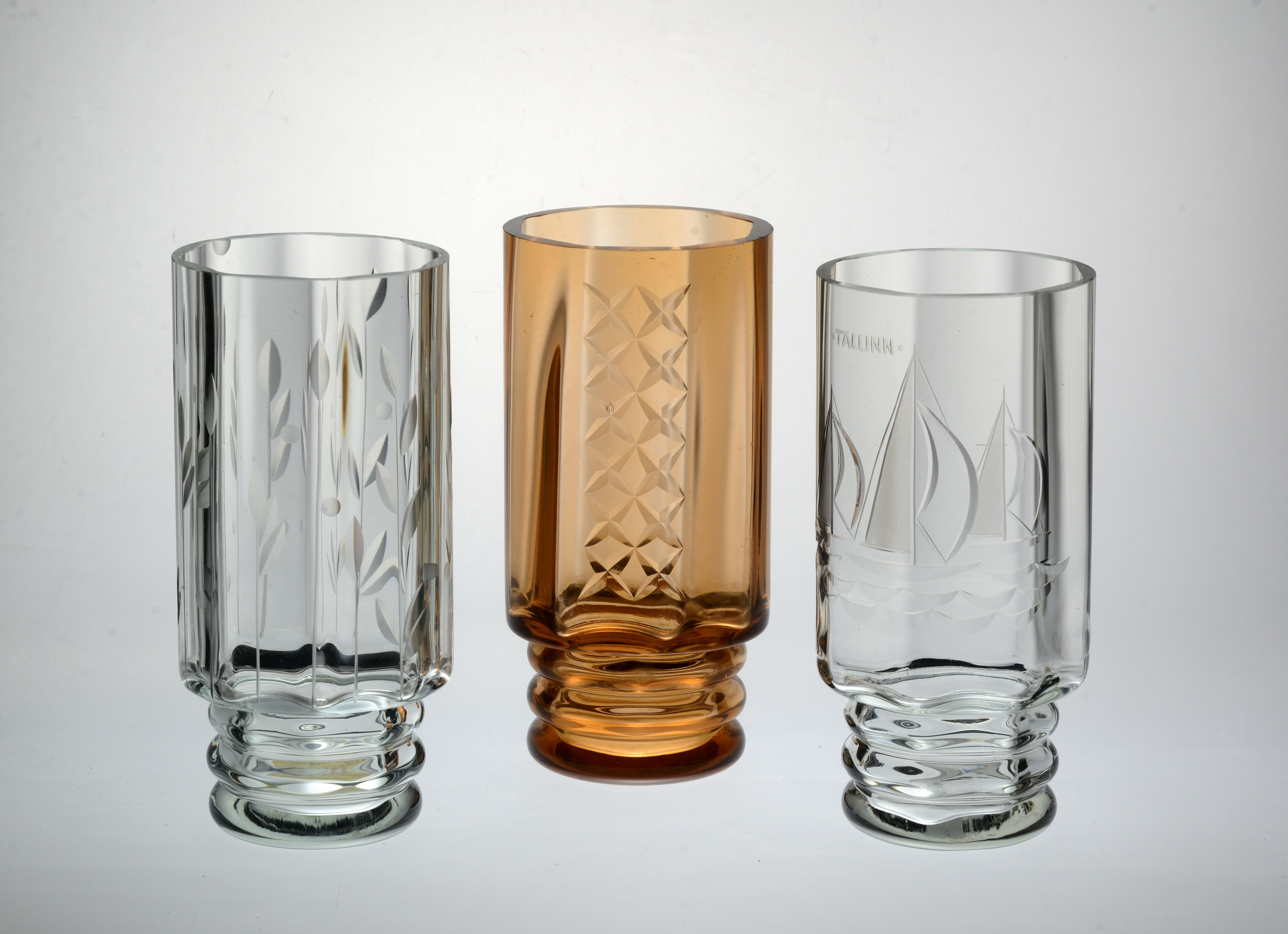
Вазы, 1970-е годы. Художник — Хельги Кырге

Хе́льга Кы́рге (эст. Helga Kõrge, до 1955 года Хельга Тельтма (эст. Helga Teltma); 28 июня 1926, Раквере — 26 апреля 2012, Таллин) — советская и эстонская художница по стеклу.
В 1953 году окончила Государственный художественный институт Эстонской ССР и была направлена на работу на стекольный завод «Тарбеклаас», где и трудилась до выхода на пенсию в 1981 году. За почти 30 лет работы создала более 500 образцов продукции. С 1960 по 1981 год занимала должность главного художника «Тарбеклааса». Охарактеризована искусствоведом В. Ф. Рожанковским как «автор, стремящийся к крупным формам и выразительным силуэтам центрального предмета, которому подчиняются все остальные части гарнитура».
Умерла 26 апреля 2012 года. Похоронена на таллинском кладбище Метсакальмисту (охраняемый государством участок).
Работы Хельги Кырге хранятся в эстонском Музее прикладного искусства и Таллинском городском музее.
В 2020 году Музей стекла в Ярваканди выпустил книгу о жизни и творчестве Хельги Кырге.